# Seeberge (Pommern)
Seeberge war ein Wohnplatz im Gebiet der preußischen Provinz Pommern. 
Der Wohnplatz bestand aus einer Gruppe von sieben Hofstellen (Abbauten), die nordwestlich des Dorfes Groß Jestin lagen. Die Hofstellen wurden in der zweiten Hälfte des 19. Jahrhunderts auf gerodeten Waldflächen angelegt. Seit etwa 1880 führten sie den Ortsnamen „Seeberge“. Der Ortsname stammt von den Hügeln, in denen die Hofstellen lagen, und war von dem im 19. Jahrhundert abgelassenen Jestiner See abgeleitet. Von 1914 bis 1920 wurde eine Landstraße von Groß Jestin nach Neurese gebaut, die Höfe lagen seitdem auf beiden Seiten der Landstraße. 
Im Jahre 1885 wurden in Seeberge 41 Einwohner gezählt, im Jahre 1895 ebenfalls 41 Einwohner und im Jahre 1905 23 Einwohner. 
Bis 1945 bildete Seeberge einen Wohnplatz in der Gemeinde Groß Jestin und gehörte mit dieser zum Kreis Kolberg-Körlin in der Provinz Pommern.
Nach 1945 kam der Wohnplatz, wie ganz Hinterpommern, an Polen. Heute liegt die Stelle im Gebiet der polnischen Gmina Gościno (Stadt- und Landgemeinde Groß Jestin). 